# Hemerobius kokaneeanus
Hemerobius kokaneeanus is een insect uit de familie van de bruine gaasvliegen (Hemerobiidae), die tot de orde netvleugeligen (Neuroptera) behoort. 
Hemerobius kokaneeanus is voor het eerst wetenschappelijk beschreven door Currie in 1904.